# Gare de Changsha-Sud
La gare de Changsha-Sud (chinois simplifié : 长沙南站 ; pinyin : Chángshā nán zhàn) est une gare ferroviaire situé dans le district de Yuhua à Changsha, capitale de la province du Hunan, en République populaire de Chine. Elle a été ouvert le 26 décembre 2009. Elle est desservie notamment par la LGV Pékin - Canton et la LGV Hangzhou - Changsha. La gare de Changsha, située au centre-ville, est plus ancienne et est utilisée pour des lignes de chemin de fer conventionnelles.
Depuis avril 2016, 18,6 km de ligne Maglev express de Changsha relient celle-ci, à l'aéroport international de Changsha-Huanghua, situé à l'ouest de la ville.